# Witloof Bay
Witloof Bay — бельгійський джаз-гурт, учасники якого співають а капела. Заснований 2005 року в Брюсселі. Група складається з шести учасників з усіх регіонів Бельгії (з Валлонії , Фландрії та Брюсселя). 2007 року вийшов дебютний однойменний альбом.
12 лютого 2011 гурт був обраний, щоб представити Бельгію на конкурсі Євробачення 2011, який пройшов у травні 2011 в Дюссельдорфі. Колектив виступив у другому півфіналі, 12 травня, з піснею «With Love Baby» («З любов'ю, крихітко»), але до фіналу не пройшов .

## Дискографія
- 2007 — Witloof Bay